# Nikola Abrusjanić
Nikola Abrusjanić (15. stoljeće, hrvatski graditelj).
Nikola Abrusjanić (Abrussanich, Arbosanich, Arbussianich, Arbussianocich), zadarski graditelj. Na prijelazu 14. – 15. stoljeće u Zadru ima vlastitu radionicu. 1400. godine obvezuje se da će izraditi ormare za sakristiju zadarske dominikanske crkve. Iste godine radi na gradnji tvrđave sv. Mihovila na Ugljanu gdje gradi dvije kamene kuće za kapetana kaštela i dvanaest kuća za posadu.
1402. godine sklopio je ugovor da će u crkvi sv Stjepana (današnji sv. Šimun) izraditi novi strop ukrašen duborezom po uzoru na zadarsku katedralu. 1403. obvezao se da će obnoviti palaču zadarske plemkinje Margarite Matafar. 1405. godine radi novi krov zadarske crkve sv. Platona.
1410. sklopio je ugovor o radovima na gradnji utvrda grada Nin|Nina. 1414. u zadarskoj crkvi sv. Katarine radi nadsvođenu grobnicu za trgovca Nikolu Mihovilova. 1418. radi na popravku zvonika zadarske crkve sv. Marije Velike. 1425. za istu crkvu gradi iz temelja novi zvonik.